# Cantharellus cascadensis
Cantharellus cascadensis é uma espécie de fungo pertencente à família Cantharellaceae.